# A Hero Sits Next Door
A Hero Sits Next Door is de vijfde aflevering van de Amerikaanse animatieserie Family Guy. Deze aflevering werd aldaar voor het eerst uitgezonden op 2 mei 1999. In de episode komt een gastoptreden van Michelle Kwan als zichzelf voor.

## Verhaal
Mr. Weed, de baas van Peter, introduceert Guillermo in het softbalteam. Wanneer Guillermo zich blesseert en niet kan meespelen in het jaarlijkse softbaltoernooi moet Peter een nieuwe goede speler vinden, anders wordt hij ontslagen. Tegelijkertijd probeert Lois vrienden te worden met de nieuwe buren. Eerst vindt Peter de nieuwe buren maar niets, maar zodra hij erachter komt dat de nieuwe buurman (Joe Swanson) een oud-beroepssoftbalspeler is, gaat de vriendschap een stuk beter. Wanneer Joe echter het veld op komt in een rolstoel zijn het gehele team en Peter verbijsterd. Gelukkig blijkt Joe een uiterst goede softbalspeler te zijn, ondanks zijn handicap. Ze winnen de wedstrijd en Joe wordt zeer populair bij Peters vrienden en familie. Zelfs Stewie, die Joe met zijn rolstoel aanziet voor een cyborg, is van hem onder de indruk. Peter wordt hierdoor jaloers op Joe en besluit ook een held te willen worden. Hij hoort op de radio dat er in de stad een bankoverval plaatsvindt en vertrekt om daar de held uit te hangen. Maar hij en Brain worden allebei gegijzeld en moeten toekijken hoe Joe de overvallers ertoe overreedt zich over te geven. Peter is na de gijzeling erg ongelukkig, doordat hij niets heeft kunnen doen. Maar hierna zegt de familie tegen hem dat hij hun held is.

## Opmerkingen
- Dit is de eerste episode waar geen death of murder in voorkwam. De schrijvers wilden dit eerst doen, maar zijn hiermee gestopt omdat de titels anders te veel op elkaar begonnen te lijken.